# Ленакел
Ленакель — найбільше місто на острові Танна у Вануату. Населення становить 1473 особи.

## Географія
Він розташований на західному узбережжі острова поблизу адміністративної столиці Ісангеля і служить основним портом в'їзду.

## Мова
Це центр мови ленакель, однієї з п'яти мов Танна, рідних для острова; Також розмовляють офіційною мовою Вануату, англійською креольською мовою біслама.